# Stratton Oakmont
Stratton Oakmont, Inc. fue una casa de corredores de valores del mercado extrabursátil (en inglés, over-the-counter o, por sus siglas, OTC), con sede en Long Island, Nueva York, fundada en 1989 por Jordan Belfort y Danny Porush. Estafó a muchos accionistas, llevando al arresto y encarcelamiento de varios ejecutivos y al cierre de la firma en 1996.

## Historia
Jordan Belfort fundó Stratton Oakmont en 1989 con Danny Porush y Brian Blake. Anteriormente, Belfort había abierto una franquicia de Stratton Securities, una compañía de agentes/intermediarios de menor entidad, y luego compró toda la empresa. Stratton Oakmont se convirtió en la mayor empresa OTC del EE. UU. de finales de los años 80 y los 90, responsable de la salida a bolsa de 35 empresas, entre ellas Steve Madden Ltd. La empresa no disponía de un mecanismo de control de productos para verificar los precios de sus posiciones y supervisar la actividad comercial.
Stratton Oakmont participó en esquemas de pump-and-dump, una forma de fraude con acciones de empresas de baja capitalización (véase Agiotaje) que consiste en inflar artificialmente el precio de una acción propia a través de declaraciones positivas falsas y engañosas para "endosarlas" (pump) a inversores, con el fin de vender esas acciones, compradas a bajo precio, a un precio más alto. Una vez que los operadores del esquema "desechan" sus acciones sobrevaloradas (dump), el precio cae y los inversores pierden su dinero. Stratton Oakmont también trataría de mantener el precio de una acción negándose a aceptar o procesar órdenes de venta de la misma.
En 1995, la firma demandó a Prodigy Services Co. por difamación en un tribunal de Nueva York, en un caso que tuvo amplias implicaciones legales.
La firma estuvo bajo escrutinio casi constante de la NASD desde 1991 en adelante. Finalmente, en abril de 1996, el Comité de Conducta en los Negocios del Distrito de Nueva York prohibió a Stratton Oakmont realizar transacciones minoristas de importancia durante un año. Stratton Oakmont apeló al Comité Nacional de Conducta Empresarial de la NASD. En diciembre, la NBCC expulsó a Stratton Oakmont de la NASD, dejando a la firma fuera del negocio. Los responsables describieron a Stratton Oakmont como "uno de los peores actores" en la industria de valores, con una historia de "obvio desprecio por todas las reglas de la práctica justa".
En 1999, Belfort y Porush fueron acusados de fraude de valores y lavado de dinero. Se declararon culpables y admitieron que durante siete años operaron una trama en la que manipularon las acciones de al menos 34 compañías. Como parte de su acuerdo de declaración de culpabilidad, recibieron menos tiempo en prisión y cooperaron con los fiscales en sus investigaciones de otras casas de corretaje.

## En la cultura popular
La película El Lobo de Wall Street (2013) es un drama basado en las memorias de Jordan Belfort, dirigida por Martin Scorsese. Leonardo DiCaprio interpreta a Jordan Belfort y Jonah Hill a Donnie Azoff, personaje basado en Danny Porush.